# Belle (Missouri)
Pour les articles homonymes, voir Belle.
Belle est une ville des comtés de Maries et d'Osage, dans le Missouri, aux États-Unis,. Située en limite des deux comtés, elle est incorporée en 1901.

## Démographie
Lors du recensement de 2010, la ville comptait une population de 1 545 habitants. Elle est estimée, en 2017, à 1 497 habitants.

### Source de la traduction
- (en) Cet article est partiellement ou en totalité issu de l’article de Wikipédia en anglais intitulé « Belle, Missouri » (voir la liste des auteurs).